# Abu-Mussa al-Aixarí
Abd-Al·lah ibn Qays ibn Salim (àrab: عبد الله بن قيس بن سليم, ʿAbd Allāh ibn Qays ibn Salīm), més conegut com a Abu-Mussa al-Aixarí (àrab: أبو موسى الأشعري, Abū Mūsà al-Axʿarī) (Iemen, 614 - la Meca?, vers 662) fou un company del profeta Muhàmmad i un general i governador musulmà.
De molt jove va emigrar amb la seva família i membres de la tribu Àixar i es va unir a Muhàmmad a Khaybar, quan el Profeta feia una expedició contra els jueus d'aquest oasi (628), i se li van sotmetre. El 630 va participar en la batalla d'Hunayn. El 631 fou enviat al Iemen, juntament amb Muadh ibn Jàbal, per difondre l'islam, i fou delegat (de fet governador) del profeta Muhàmmad i després d'Abu-Bakr a la regió.
El 738 fou nomenat per Úmar ibn al-Khattab com a governador de Bàssora en substitució d'al-Mughira ibn Xuba. A Bàssora va organitzar la conquesta del Khuzestan (638 a 642). Al-Ahwaz fou ocupada el 638, però les fortaleses de la regió van presentar resistència, i de vegades eren conquerides i després perdudes. El 642 fou ocupada Shushtar (Tustar o Shustar) la segona capital i ja el país es pogué donat per dominat. A partir del 639 i fins al 641 va ajudar també a Iyad ibn Ghanm a la conquesta de Mesopotàmia. El 642/643 fou nomenat governador de Kufa a petició dels mateixos habitants, però al cap d'uns mesos el va reenviar a Bàssora, i a Kufa fou nomenat al-Mughira ibn Xuba. La seva presència s'assenyala en la batalla de Nihawand (642) i a la conquesta de Dinawar, Kumm, Kashan i altres ciutats de l'Iran.
El 643/644 va derrotar una coalició de tribus kurdes reagrupades a Bayrudh, al Khuzestan, que tenien el suport de la població local. Els que van sobreviure es van refugiar a Bayrudh que fou assetjada i conquerida. Fou acusat d'un mal repartiment del botí i es va haver de justificar davant el califa. El 644 va avançar cap a Fars, ajudant al conqueridor Uthman ibn Abi-l-As.
El 647 les seves tropes es van amotinar i les queixes contra els seus abusos van continuar. Una delegació de ciutadans de Bàssora va anar a Medina el 650 i Uthman ibn Affan va decidir cessar-lo com a governador i el va substituir per Abd-Al·lah ibn Àmir.
El 654 els habitants de Kufa van expulsar el seu governador Saïd ibn al-As i van reclamar el nomenament d'Abu-Mussa, que fou concedit, ja que era el governador al moment de l'assassinat d'Uthman ibn Affan. Va donar suport llavors a Alí ibn Abi-Tàlib i fou un dels pocs governadors que van conservar el càrrec. No obstant va restar neutral al primer conflicte amb Àïxa bint Abi-Bakr, Talha ibn Ubayd-Al·lah i Az-Zubayr ibn al-Awwam. Per això els habitants de Kufa el van expulsar de la ciutat quan van poder i també el califa Alí el va destituir mitjançant una carta amb fortes acusacions, encara que després el va perdonar.
Fou un dels dos àrbitres nomenats després de la batalla de Siffin (657) per resoldre el conflicte entre Alí i Muàwiya ibn Abi-Sufyan. El seu arbitratge no va afavorir a Alí. Abu-Mussa va anar aleshores a la Meca, però quan Muàwiya va enviar a Busr ibn Abi-Artat a ocupar les ciutats santes (660) va tenir por d'una revenja (ja que encara que no va donar raó a Alí, s'havia oposat al nomenament de Muàwiya com a califa) i va fugir. Busr el va fer cridar i li va donar seguretats.
Després deixa de ser esmentat i la data de la seva mort no es coneix amb exactitud (entre 661 i 672, però la més probable és el 662).